# Gregg Rolie
Gregg Alan Rolie (né le 17 juin 1947) est un chanteur et claviériste américain. Il a d'abord joué avec les groupes Santana et Journey. Il a également dirigé le groupe rock The Storm et se produit actuellement avec The Gregg Rolie Band ainsi que Ringo Starr & His All-Starr Band. Il a été intronisé à deux reprises au Rock and Roll Hall of Fame, d'abord en tant que membre de Santana en 1998 puis avec Journey en 2017.

## Carrière
Rolie est né à Seattle, Washington, États-Unis. Avant Santana, il a joué avec un groupe appelé William Penn and His Pals alors qu'il fréquentait le lycée Cubberley à Palo Alto, en Californie, vers 1965.
Un an après avoir obtenu son diplôme d'études secondaires en 1965, Rolie a rejoint Carlos Santana pour former le Santana Blues Band, qui a ensuite été abrégé simplement en Santana. En tant que membre cofondateur de Santana, Rolie a fait partie de la première vague de succès du groupe, notamment une apparition au Woodstock Music and Art Festival en 1969 et des rôles centraux dans plusieurs albums à succès. Il était leur chanteur soliste d'origine, sa voix apparaissant sur des chansons bien connues de Santana telles que Black Magic Woman (US #4), Oye Como Va, No One To Depend On et Evil Ways. Il est également devenu bien connu pour ses compétences sur l'orgue Hammond B3, avec des solos sur plusieurs des succès susmentionnés. Il a des crédits d'écriture de chansons sur de nombreux morceaux de cette période. Cependant, des divergences persistantes avec Carlos Santana concernant la direction musicale du groupe conduisent Rolie à partir fin 1971.
En 1973, Rolie rejoint un nouveau groupe avec l'ancien guitariste de Santana, Neal Schon. C'est devenu Journey. En vedette dans une formation qui comprenait Schon, Aynsley Dunbar, George Tickner et Ross Valory, il était claviériste pour les six premiers albums du groupe. Sur les albums Journey et Look into the Future, il était leur chanteur soliste, et sur Next, il partageait cette fonction avec le guitariste Neal Schon. Après que Steve Perry ait rejoint le groupe en 1977, Rolie a chanté en tant que choriste sur plusieurs chansons des albums suivants.
Après avoir quitté Journey en 1980, Rolie a sorti plusieurs albums solo, dont l'éponyme Gregg Rolie en 1985. Cet album comprenait la chanson I Wanna Go Back, qui est devenue plus tard un succès pour Eddie Money, et comprenait des contributions de Carlos Santana, Peter Wolf , Neal Schon et Craig Chaquico. Un deuxième effort solo, Gringo, est sorti en 1987.
Rolie a formé The Storm en 1991 avec Steve Smith et Ross Valory de Journey. Semblable à son travail avec Journey et Steve Perry, Rolie a joué des claviers et a été chanteur sur plusieurs chansons du premier album éponyme du groupe, qui a passé 17 semaines  sur le palmarès des albums du Billboard, culminant à la 133e position et a engendré les singles à succès I've Got a Lot to Learn About Love et Show Me The Way. Malgré ce succès, Interscope Records a mis de côté le deuxième album du groupe, qui a été enregistré en 1993. Il sort finalement en 1996 sur un autre label. En 1998, Rolie et d'autres anciens membres de Santana, dont Neal Schon, se sont brièvement réunis sous le nom d'Abraxas Pool, publiant un album.
Lorsque Schon est parti pour diriger un Journey reformé plus tard cette année-là, Rolie et Ron Wikso ont commencé à travailler en 1999, sur un album solo de Gregg Rolie, intitulé Roots, qui a finalement conduit à la formation du Gregg Rolie Band. Outre Rolie et Wikso, Roots a présenté des apparitions de Neal Schon, Alphonso Johnson, Dave Amato, Adrian Areas, Michael Carabello. Le Gregg Rolie Band a vu Kurt Griffey prendre en charge les tâches de guitare et l'ajout de Wally Minko en tant que deuxième claviériste. Ils ont enregistré un CD live à Sturgis intitulé Rain Dance, qui est sorti en 2009.
En 2010, Rolie a sorti Five Days et a par la suite formé un duo avec Alan Haynes, ce qui a finalement conduit à la formation du Gregg Rolie Quartet, avec l'ajout de Ron Wikso, collaborateur/batteur de longue date, et du bassiste Evan « Sticky » Lopez.
À partir de 2012, il a tourné en tant que membre de Ringo Starr et de son All Starr Band interprétant les tubes de Santana Black Magic Woman, Evil Ways et Everybody's Everything. Le groupe comprenait également le guitariste de Toto Steve Lukather, Todd Rundgren, Richard Page, Mark Rivera et Gregg Bissonette. Le 2 février 2013, Carlos Santana a confirmé qu'il réunirait sa formation classique, dont la plupart ont joué à Woodstock avec lui en 1969. Santana a déclaré à propos de Rolie : « Je suis presque sûr que Gregg va le faire. » Parlant en 2012 d'une telle réunion, Rolie a déclaré à Radio.com « C'est juste une question de le mettre en place et d'aller le faire. Je le ferai. Je pense que c'est une excellente idée. Les gens adoreraient. Cela pourrait être génial ! »
En 2016, dans le cadre de la formation originale de Santana, ils ont sorti leur 23e album, intitulé Santana IV.
Le 9 février 2018, Rolie a retrouvé Neal Schon pour une émission caritative à The Independent à San Francisco, au profit de North Bay Fire Relief. Le groupe comprenait également l'ancien batteur de Journey Deen Castronovo (qui a également chanté une partie du chant) et le bassiste Marco Mendoza de The Dead Daisies.
En 2019, Rolie a retrouvé Neal Schon, Deen Castronovo et Marco Mendoza pour quatre autres dates de concert.

## Philanthropie
Rolie est un partisan de l'éducation musicale pour les enfants. En 2005, il a signé en tant que soutien officiel de Little Kids Rock, une organisation à but non lucratif qui fournit des instruments de musique gratuits et des instructions aux enfants dans les écoles publiques mal desservies à travers les États-Unis. Il siège au conseil d'administration honoraire de l'organisation.

## Vie privée
Rolie et sa femme, Lori, résident près d'Austin, au Texas.

## Discographie

### Solo
- Gregg Rolie – 1985
- Gringo – 1987
- Rough Tracks – 1997
- Roots – 2001
- Rain Dance (Live) – 2007
- Five Days EP – 2011
- Sonic Ranch - 2019

### Santana
- Santana – 1969
- Abraxas – 1970
- Santana III – 1971
- Caravanserai – 1972
- Shangô – 1982
- Freedom – 1987
- Santana IV - 2016

### Journey
- Journey – 1975
- Look into the Future – 1976
- Next – 1977
- Infinity – 1978
- Evolution – 1979
- Departure – 1980
- Dream, After Dream – 1980
- Captured (en) – 1981

### The Storm
- The Storm – 1991
- Eye of The Storm – 1995

### Abraxas Pool
- Abraxas Pool – 1997